# Mixotrofia
La mixotrofia è la condizione nutrizionale di un organismo in grado di sintetizzare le proprie molecole organiche a partire da sostanze inorganiche, utilizzando sia energia non derivante da sostanze organiche assimilate, sia potendo utilizzare direttamente o indirettamente queste ultime. 
La parola, di origine mista, è formata dai termini mix (miscelare, in lingua inglese) e τροφή (nutrimento, in lingua greca).
Il termine autotrofi facoltativi viene spesso utilizzato come sinonimo.
Un esempio di tali organismi sono molte Euglenida, protisti fotosintetizzanti, tra cui, molto nota l' Euglena viridis.

Incerta invece la capacità di alcune lumache del genere elysia, ed in particolare di Elysia chlorotica, di fotosintetizzare attivamente. In particolare per quest'ultima varietà non c'è ancora unanimità circa la capacità dei cloroplasti incorporati di fotosintetizzare all'interno degli individui. Esperimenti di crescita, in cui gruppi di lumache venivano tenuti in ambiente luminoso, hanno evidenziato negli animali coinvolti tassi di deperimento compatibili indipendentemente dalla disponibilità di luce solare, facendo apparire i cloroplasti come un semplice strumento utile alla cripsi, e indicando come responsabile dei risultati precedenti il metabolismo particolarmente lento degli organismi.
La stragrande maggioranza degli organismi mixotrofi, per la parte autotrofa, sono fotoautotrofi in quanto sfruttano reazioni di fotosintesi, ossia reazioni che utilizzano la luce e il biossido di carbonio per produrre sostanze organiche.